# 印刷局の一覧
印刷局の一覧は、紙幣、切手などを印刷する企業・組織の一覧である。貨幣を製造している企業・組織は造幣局であるため、ここには記載しない。

## あ行
- アイルランド：アイルランド中央銀行・金融サービス機構造幣局 カレンシー・センター (造幣印刷工場)  ダブリン郊外サンディフォード
- アメリカ
  - アメリカ合衆国製版印刷局
  - アメリカン・バンクノート社
  - クレイン・アンド・カンパニー（英語版）
  - ニューヨーク・バンクノート社（英語版）
  - ホーマー＝リー・バンクノート社（英語版）(1891年、アメリカン・バンクノート社に吸収合併)
- アルジェリア：Casa de Moneda de la República Argentina（英語版）
- イギリス
  - デ・ラ・ルー公開有限会社
  - ブラッドベリー・ウィルキンソン（英語版）
  - ウォータールー・アンド・サンズ（英語版）(1961年にデ・ラ・ルーによって買収されている)
- イスラエル：オレル・フュズリ株式会社（英語版） スイス・チューリヒ。新シェケルも参照。
- インド
  - Bharatiya Reserve Bank Note Mudran Private Limited（英語版）
  - Security Printing and Minting Corporation of India（英語版） (SPMCIL) Security Printing and Minting Corporation of India Limited （英語）
  - デーワース造幣局 Bank Note Press マディヤ・プラデーシュ州デーワース （英語）
  - ナーシク造幣局 Currency Note Press マハーラーシュトラ州ナーシク （英語）
- オランダ：ロイヤル・エンスケデ社（英語版）
- オーストラリア：オーストラリア印刷局（英語版）

## か行
- カザフスタン：国立銀行印刷局 Banknote Factory of the National Bank of the Republic of Kazakhstan （英語）
- カナダ：Canadian Bank Note Company（英語版）
- 韓国：韓国造幣公社（朝鮮語版）
- ガーナ：デ・ラ・ルー公開有限会社
- キプロス：キプロス中央銀行 The Central Bank of Cyprus 2017年まで旧紙幣・貨幣の兌換を行う。 （英語）
- ケーマン諸島
  - デ・ラ・ルー公開有限会社
  - ケーマン諸島通貨庁 The Cayman Islands Monetary Authority （英語）

## さ行
- ジンバブエ：Fidelity Printers and Refinery（英語版）
- スイス：オレル・フュズリ株式会社（英語版）
- スペイン：Fábrica Nacional de Moneda y Timbre - Real Casa de la Moneda（スペイン語版）
- スウェーデン：Tumba pappersbruk（スウェーデン語版）
- セルビア：造幣印刷庁 Zavod za izradu novčanica i kovanog novca - Topčider (セルビア語版) (英語表記は The Institute for Manufacturing Banknotes and Coins (ZIN) - Topcider)

## た行
- 中国：中国印钞造币总公司（中国語版）
- デンマーク：デンマーク国立銀行
- ドイツ
  - ギーゼッケ アンド デブリエント
  - ドイツ連邦印刷会社（ドイツ語版）

## な行
- ナイジェリア：ナイジェリア中央銀行造幣印刷局（英語版）
- 日本：国立印刷局

## は行
- フィジー：フィジー準備銀行 Reserve Bank of Fiji （英語）
- ブラジル：Casa_da_Moeda_do_Brasil（ポルトガル語版）
- ポルトガル：Imprensa Nacional-Casa da Moeda（ポルトガル語版）

## ま行
- マレーシア
  - オベルチュール・テクノロジーズ Oberthur Technologies フランス企業 （英語）
  - オレル・フュズリ株式会社、スイス・チューリヒ
  - ギーゼッケ アンド デブリエント
  - クレイン・アクチエボラグ Crane AB (1755年設立のスウェーデン企業 Tumba Bruk を2002年にクレイン社が買収) （英語）
  - マリワサ・クラフタンガン Mariwasa Kraftangan Sdn. Bhd.、ペラ州クアラカンサー郡 （英語）
  - マレーシア王立印刷局 Kilang Wang Bank Negara Malaysia （英語）

## や行
- ヨルダン：ヨルダン中央銀行 Central Bank of Jordan （英語）